# Étienne Dumont
Pierre Étienne Louis Dumont, más conocido como Étienne Dumont, en Inglaterra como Stephen Dumont y en España como Esteban Dumont (Ginebra, 18 de julio de 1759 - Milán, 29 de septiembre de 1829), escritor y jurista suizo, gran divulgador de las doctrinas de Jeremías Bentham.

## Biografía
Fue primero pastor de la Iglesia Francesa Reformada en Ginebra y vino a Francia en 1789 durante la Revolución Francesa; se puso en contacto con Mirabeau y redactó para él numerosos discursos, ayudándole en la publicación del Courrier de Provence. Años después marchó a establecerse a Inglaterra (Bowood Circle) y allí se ligó estrechamente al filósofo Jeremy Bentham, con el que colaboró más de veinte años; sólo volvió a Ginebra en 1814 y fue nombrado miembro del Consejo soberano, haciendo adoptar un código penal conforme a los principios de Bentham.

## Obra
- Traité de législation civile et pénale, 1802.

- Théorie des peines et des récompenses, 1812.

- Tactique des assemblées délibérantes, 1816.

- Traité des preuves judiciaires, 1823.

- De l'organisation judiciaire et de la codification, 1828.

Hizo aparecer además una serie de Cartas sobre Bentham (en la Biblioteca Británica, v. V-VII) y publicó en francés, en 1791, el texto de Bentham sobre el Panóptico. Póstumos se publicaron sus Souvenirs sur Mirabeau, 1831.
- Datos: Q3043678
- Multimedia: Étienne Dumont (jurist) / Q3043678